# Brauneck

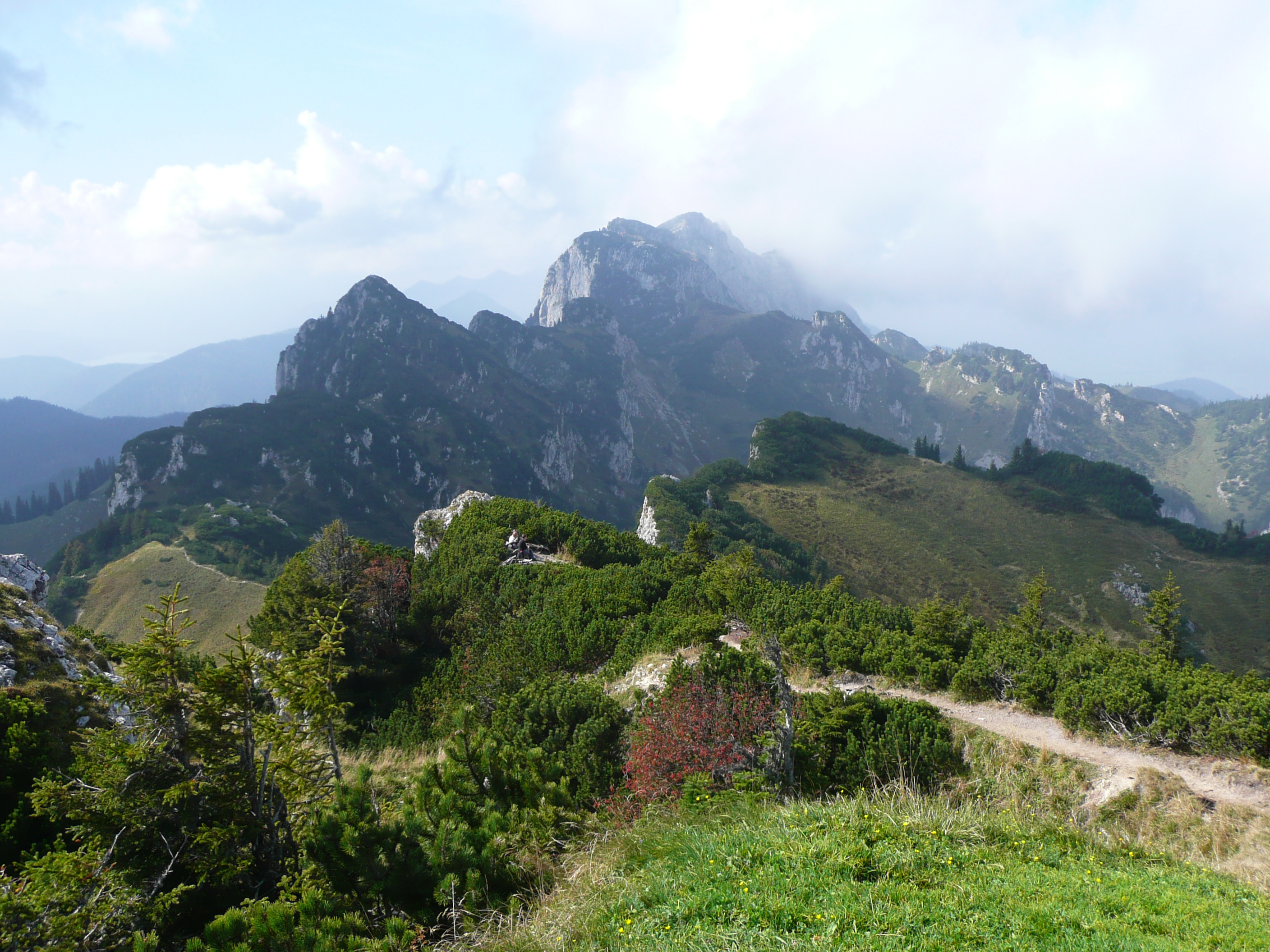
Blick vom Brauneck auf Benediktenwand im Isarwinkel (2009)

Das Brauneck in Oberbayern gehört zu den Bayerischen Voralpen (bayerisches Alpenvorland) und ist ein Ausläufer der Benediktenwand. Die Gipfelhöhe beträgt 1555 m ü. NHN, die Talhöhe bei Lenggries 740 m (815 Höhenmeter). Das Brauneckgebiet ist durch Wirtschaftswege und die Brauneck-Bergbahn sowie mehrere Skilifte voll erschlossen und wegen seiner Nähe zur Landeshauptstadt München (60 km) und der Anbindung an die Bayerische Oberlandbahn ein beliebtes Ski- und Wandergebiet. Eine Seilbahn führt auf den Gipfel. Es gibt auf dem Berg mehrere Startplätze für Gleitschirmflieger und Drachenflieger. Am Parkplatz der Brauneck-Bergbahn gibt es einen Landeplatz für Gleitschirmflieger und einen separaten Landeplatz für Drachenflieger.
Für die künstliche Beschneiung der Skipisten wurde 2012 der 100.000 m³ Wasser fassende Speichersee Garland angelegt.
Folgende bewirtschaftete Hütten, teilweise mit Übernachtungsmöglichkeit, sind am Brauneck zu finden:
Reiseralm (Privat), Brauneck-Gipfelhaus (Sektion Alpiner Ski-Club des Deutschen Alpenvereins), Tölzer Hütte (Skiclub Bad Tölz), Quengeralm, Stie-Alm, Bayernhütte, Florianshütte, Kotalm, Milchhäusl und Finstermünz-Alm; die beiden letzten haben nur im Winter geöffnet.